# Sierra La Cabellera
La Sierra La Cabellera es una cadena montañosa ubicada en el territorio sur del municipio de Agua Prieta, cercano a los límites con el municipio de Bavispe, en el noreste del estado de Sonora, México. Tiene una altitud máxima de aproximadamente 2,100 m s. n. m. El clima del lugar es semi seco y templado, su formación es de roca ígnea extrusiva, conocida como roca volcánica, y el suelo dominante del área es el leptosol. Su ecosistema es el bosque, dónde predominan los árboles.